# ヌーナ大陸
ヌーナ大陸（ヌーナたいりく、NeunaまたはNena）は、プレートテクトニクスにおいて、約19億年前に誕生したと考えられている超大陸。現在のグリーンランドを含む北アメリカ大陸の主要部分と、スカンジナビア半島を中心とするヨーロッパ大陸の一部に相当する（もっと広い範囲を含むとする説もある）。
ローレンシア大陸とも呼ばれていたが、ローラシア大陸と混同されやすいため、North Europe and North American の頭文字をとったヌーナという言葉が使われる。ローレンシア大陸はヌーナ大陸の一部とも考えられる。
以前は、地球上に出現した最初の超大陸と考えられたこともあったが、地球物理学の観点からもっと古い25億年前のケノーランド大陸や30億年以上前にも超大陸があった、と指摘されるようになった。